# Barbra Streisand's Greatest Hits Volume 2
Barbra Streisand's Greatest Hits Volume 2 é o segundo álbum de maiores sucessos da cantora estadunidense Barbra Streisand. Foi lançado em 15 de novembro de 1978, pela Columbia Records. 
O repertório consiste em dez singles de sucesso comercial da década de 1970, sendo a maioria deles versões cover, além de um nova versão de "You Don't Bring Me Flowers", que foi lançada como single da coleção, em 7 de outubro de 1978. Originária do álbum anterior de Streisand, Songbird, a nova versão é um dueto com Neil Diamond, que gravou a música para seu álbum homônimo de 1978. A ideia do dueto partiu do DJ Gary Guthrie que vendeu a ideia para a gravadora por US $5 milhões.
Apreciado pela crítica, recebeu uma classificação de cinco estrelas do site AllMusic e da revista Rolling Stone. 
Também foi um sucesso comercial, liderando as paradas no Canadá, Nova Zelândia, Reino Unido e Estados Unidos, e chegando ao segundo lugar na Austrália. Posteriormente, recebeu certificações em um total de seis países, incluindo Austrália, Canadá e Estados Unidos. Neste último país, foi certificado como cinco vezes platina, por mais de 5 milhões de cópias, de acordo com a Recording Industry Association of America (RIAA).

## Repertório
Uma sequência de seu Barbra Streisand's Greatest Hits (1970), o segundo volume contém dez singles lançados durante a segunda década de Streisand na indústria fonográfica, variando de "Stoney End" (1970) a "You Don't Bring Me Flores "(1978). As canções apresentadas foram gravadas entre julho de 1970 e outubro de 1978.
No geral, apresenta um total de três sucessos número um ("The Way We Were", "Evergreen" e "You Don't Bring Me Flowers"), dois singles no top-ten ("Stoney End" e "My Heart Belongs to Me "), e três músicas do Top 40 (" Sweet Inspiration / Where You Lead "," Songbird "e" Prisoner "). "All in Love Is Fair" e "Superman" são as duas outras canções na lista de faixas.
A Columbia Records lançou a compilação em 15 de novembro de 1978, e uma versão em cartucho de 8 faixas em 1978, com uma lista de faixas diferente; o single "You Don't Bring Me Flowers" foi dividido em duas partes separadas, aumentando o número de dez para onze. Em 1987, foi lançado no formato compact disc.

### You Don't Bring Me Flowers
Em maio de 1978, Streisand lançou seu vigésimo álbum de estúdio Songbird, que incluía a canção "You Don't Bring Me Flowers". Apesar de não ter sido lançada como um single físico ou comercial, foi distribuída promocionalmente em vinil 7", em 7 de outubro de 1978.
Quando Streisand lançou Songbird, Diamond já havia gravado uma versão em seu I'm Glad You're Here with Me Tonight. Como as duas versões da música foram gravadas no mesmo tom, o DJ americano Gary Guthrie combinou as duas músicas enquanto tocava discos em uma estação de rádio local em Louisville, Kentucky. Guthrie apresentou a ideia à CBS Records International (braço internacional da Columbia) por um contrato de $ 5 milhões, ao qual eles finalmente aceitaram, apesar da CBS ter violado o contrato inicialmente.
A versão que aparece em Barbra Streisand's Greatest Hits Volume 2 é uma gravação inédita, em estúdio, feita em dueto com o cantor e compositor mencionado, que também participou da composição da letra da música.
A colaboração tornou-se um sucesso comercial global, liderando as paradas musicais dos Estados Unidos e Canadá. A versão vendeu mais de 2 milhões de cópias nos Estados Unidos.

## Recepção crítica
| Críticas profissionais | Críticas profissionais |
| Avaliações da crítica  | Avaliações da crítica  |
| Fonte                  | Avaliação              |
| ---------------------- | ---------------------- |
| AllMusic               | [ 3 ]                  |
| Rolling Stone          | [ 13 ]                 |
| Revista Manchete       | Favorável              |

Barbra Streisand's Greatest Hits Volume 2 foi aclamado pela crítica musical. 
O trabalho recebeu uma "classificação perfeita" de cinco estrelas de cinco de William Ruhlmann, do site AllMusic, que o chamou de "álbum que define o gênero [...] que se baseou na revolução do rock para redefinir o pop clássico para uma nova geração". Ele o elogiou por capturar, com sucesso, o melhor de seus singles de "soft-rock contemporâneo [e] de grande sucesso" de seus álbuns "amplamente inconsistentes". Além disso, Ruhlmann afirmou que o sucesso do disco decorreu do fato de seus singles nos anos 1970 serem mais "preciosos" e nem sempre "mostrar canções de musicais", como os dos anos de 1960.
omo parte do The New Rolling Stone Record Guide, lançado em 1983, a revista Rolling Stone classificou a coleção com cinco estrelas de cinco. Barbra Streisand's Greatest Hits, de 1970, e Guilty, de 1980, também alcançaram o mesmo status.

## Desempenho comercial
Comercialmente, obteve sucesso, liderando as paradas em quatro países. 
Estreou no número sete na parada Billboard 200, na semana que terminou em 2 de dezembro de 1978 (sendo a entrada mais alta da semana). Na semana seguinte, subiu para o número três e em 6 de janeiro de 1979, chegou ao topo da tabela. Foi um dos mais vendidos no país em 1979, chegando ao número 28 na parada anual de final de ano. Passou um total de 46 semanas na lista.
Em dezembro de 1984, tinha vendido mais de 4 milhões de cópias físicas nos Estados Unidos, sendo certificado como quádruplo platina pela Recording Industry Association of America. Um novo certificado seria dado em 28 de outubro de 1994, dessa vez 5× platina.  Fred Bronson, escreveu em The Billboard Book of Number One Hits que as conquistas comerciais e críticas de "You Don't Bring Me Flowers" é que conduziu o disco ao sucesso.
No gráfico do Canadá, compilado pela revista RPM, estreou no número sessenta, na semana que terminou em 9 de dezembro de 1978. Quatro semanas depois, em 13 de janeiro de 1979, alcançou o topo. No geral, passou um total de 20 semanas e mais tarde recebeu uma certificação de tripla de platina da Music Canada, em 1 de março de 1979.
Tornou-se o primeiro disco de Streisand no topo das paradas no Reino Unido, onde passou quatro semanas consecutivas na posição mais alta do ranking e mais tarde foi certificado platina por vendas de mais de 300.000 cópias.
Na Nova Zelândia estreou no número cinco, em 28 de janeiro de 1979, tornando-se a nova entrada mais alta da parada. Na semana seguinte, atingiu o #1 e permaneceu nessa posição por quatro semanas consecutivas; no geral, passou um total de dezenove semanas mapeando no país.
Na Austrália, alcançou a posição de #2 de acordo com o Kent Music Report. A Australian Recording Industry Association o certificou como duplo platina, em 2000, por vendas acima de 140.000.
Em Hong Kong, a Federação Internacional da Indústria Fonográfica o certificou platina pelas vendas de 20.000 cópias, em 1982.

## Lista de faixas
Créditos adaptados do encarte do LP e do Tape de Barbra Streisand's Greatest Hits Volume 2, de 1978.
| Barbra Streisand's Greatest Hits Volume 2 – Standard edition |                                                                                    |                                                |                              |         |  |
| N.º                                                          | Título                                                                             | Compositor(es)                                 | Produtor(es)                 | Duração |  |
| 1.                                                           | "Evergreen" (da trilha de A Star Is Born, de 1976)                                 | Barbra Streisand Paul Williams                 | Streisand Phil Ramone        | 3:09    |  |
| 2.                                                           | "Prisoner" (da trilha Eyes of Laura Mars, de 1978)                                 | Karen Lawrence John Desautels                  | Charles Koppelman Gary Klein | 3:57    |  |
| 3.                                                           | "My Heart Belongs to Me" (do álbum Superman, de 1977)                              | Alan Gordon                                    | Klein Charlie Calello        | 3:24    |  |
| 4.                                                           | "Songbird" (do álbum Songbird, de 1978)                                            | Dave Wolfert Stephen Nelson                    | Koppelman Klein              | 3:48    |  |
| 5.                                                           | "You Don't Bring Me Flowers" (com Neil Diamond)                                    | Alan Bergman Marilyn Bergman Diamond           | Bob Gaudio                   | 3:26    |  |
| 6.                                                           | "The Way We Were" (do álbum The Way We Were, de 1974)                              | A. Bergman M. Bergman Marvin Hamlisch          | Marty Paich                  | 3:30    |  |
| 7.                                                           | "Sweet Inspiration / Where You Lead" (do álbum Live Concert at the Forum, de 1972) | Dan Penn Spooner Oldham Carole King Toni Stern | Richard Perry                | 6:20    |  |
| 8.                                                           | "All in Love Is Fair" (from The Way We Were)                                       | Stevie Wonder                                  | Tommy LiPuma                 | 3:52    |  |
| 9.                                                           | "Superman" (from Superman)                                                         | Richie Snyder                                  | Klein                        | 2:50    |  |
| 10.                                                          | "Stoney End" (from Stoney End, 1971)                                               | Laura Nyro                                     | Perry                        | 2:58    |  |
| Duração total:                                               | Duração total:                                                                     | Duração total:                                 | Duração total:               | 39:35   |  |

| Barbra Streisand's Greatest Hits Volume 2 – 8-track cartridge edition |                                        |         |  |
| N.º                                                                   | Título                                 | Duração |  |
| 1.                                                                    | "Evergreen"                            | 3:09    |  |
| 2.                                                                    | "My Heart Belongs to Me"               | 3:24    |  |
| 3.                                                                    | "Stoney End"                           | 2:58    |  |
| 4.                                                                    | "Prisoner"                             | 3:57    |  |
| 5.                                                                    | "All in Love Is Fair"                  | 3:52    |  |
| 6.                                                                    | "You Don't Bring Me Flowers"           | 2:02    |  |
| 7.                                                                    | "You Don't Bring Me Flowers"           | 1:31    |  |
| 8.                                                                    | "The Way We Were"                      | 3:30    |  |
| 9.                                                                    | "Songbird"                             | 3:48    |  |
| 10.                                                                   | "Sweet Inspiration" / "Where You Lead" | 6:20    |  |
| 11.                                                                   | "Superman"                             | 2:50    |  |
| Duração total:                                                        | Duração total:                         | 39:42   |  |

## Tabelas
| Tabela musical (1978–1979)           | Melhor posição |
| ------------------------------------ | -------------- |
| Australia Albums (Kent Music Report) | 2              |
| Canada Top Albums/CDs (RPM)          | 33             |
| Nova Zelândia (RMNZ)                 | 1              |
| Reino Unido (UK Albums Chart)        | 1              |
| Estados Unidos (Billboard 200)       | 1              |

| Tabela musical (1979)                | Posição |
| ------------------------------------ | ------- |
| Australia Albums (Kent Music Report) | 14      |
| Canada Top Albums/CDs (RPM)          | 33      |
| UK Albums (OCC)                      | 6       |
| US Billboard 200                     | 28      |
| US Cash Box                          | 21      |

## Certificações e vendas
| País                       | Certificação | Vendas    |
| -------------------------- | ------------ | --------- |
| Austrália (ARIA)           | 2× Platina   | 140,000   |
| Canadá (Music Canada)      | 3× Platina   | 300,000   |
| Estados Unidos (RIAA)      | 5× Platina   | 5,000,000 |
| Hong Kong (IFPI Hong Kong) | Platina      | 20,000    |
| Nova Zelândia (RMNZ)       | Platina      | 15,000    |
| Reino Unido (BPI)          | Platina      | 300,000   |